# Малая Вязовка (приток Чапаевки)
Малая Вязо́вка — река в Самарской области, левый приток Чапаевки.

## Описание
Длина реки 24 км, площадь бассейна 122 км². Исток в 2,5 км к югу от посёлка Малая Вязовка в Большеглушицком районе, на возвышенности Средний Сырт. Течёт на север через упомянутую деревню, затем протекает по границе с Нефтегорским районом. Ниже течёт по территории Волжского района через скопление посёлков Восточный/Дудачный/Озерки. Впадает в Чапаевку по левому берегу напротив села Подъём-Михайловка (176 км от устья).
Гидрография
Сток зарегулирован. Река пересыхающая, постоянное течение только во время половодья. Густота речной сети бассейна 0,31 км/км². Основные притоки впадают слева.

## Данные водного реестра
По данным государственного водного реестра России относится к Нижневолжскому бассейновому округу, водохозяйственный участок реки — Чапаевка от истока до устья, речной подбассейн реки — подбассейн отсутствует. Речной бассейн реки — Волга от верхнего Куйбышевского водохранилища до впадения в Каспий.
Код объекта в государственном водном реестре — 11010001212112100008732.